# Charles de Saint-Évremond

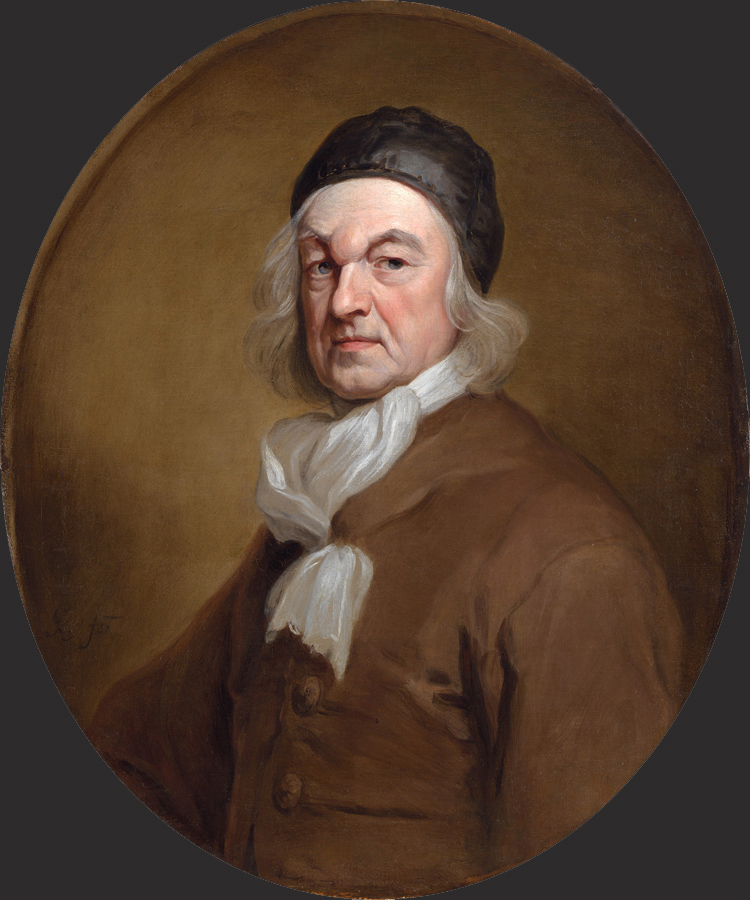
Charles de Saint-Évremond, Godfrie Kneller, circa 1680.

Charles Marguetel de Saint-Denis, senyor de Saint Évremond (Saint Denis-le-Gast, prop de Coutances, 1 d'abril de 1613 - Londres, 29 de setembre de 1703) va ser un polític i escriptor llibertí francès.

## Biografia
Saint Évremond naix a una família noble de la baixa Normandia. Va ser un xic d'una rara precocitat intel·lectual. Estudia filosofia i dret fins als catorze anys, edat en la qual ingressa en l'Acadèmia Militar. Amb l'exèrcit francès participa en les batalles d'Arràs, Rocroi, Friburg i Nördlingen, i coneix a moltes figures il·lustres, com Luis II de Borbó-Condé. Durant la guerra de la Fronda, és lleial al poder real, la qual cosa li suposa el reconeixement de Mazarino i el distanciament de Condé. En 1661, un escàndol arran del seu text satíric sobre la Pau dels Pirineus li obliga a l'exili a Anglaterra i Països Baixos, on porta una vida mundana alhora que freqüenta a filòsofs com Hobbes i Spinoza i manté una relació amorosa amb la duquessa de Mazarino. Com a honor suprem, se li va enterrar en l'abadia de Westminster.